# Linia kolejowa nr 607
Linia kolejowa nr 607 – pierwszorzędna, jednotorowa, zelektryfikowana linia kolejowa znaczenia państwowego łącząca posterunek odgałęźny Raciborowice z posterunkiem odgałęźnym Dłubnia.

## Charakterystyka techniczna
Linia w całości jest klasy C3; maksymalny nacisk osi wynosi 221 kN dla lokomotyw oraz 206 kN wagonów, a maksymalny nacisk liniowy wynosi 71 kN (na 1 metr bieżący toru). Sieć trakcyjna jest typu SKB95-2C oraz jest przystosowana do maksymalnej prędkości 110 km/h; obciążalność prądowa wynosi 1650 A, a minimalna odległość między odbierakami prądu 20 m. Linia wyposażona jest w elektromagnesy samoczynnego hamowania pociągów. Zarówno prędkość konstrukcyjna jak i maksymalna wynoszą 60 km/h.
Linia została uwzględniona w kompleksowej sieci transportowej TEN-T oraz Bursztynowym Korytarzu Towarowym nr 11 (RFC11).